# پوکرونیک (راشکا)
پوکرونیک (به صربی: Pokrvenik) یک منطقهٔ مسکونی در صربستان است که در راشکا واقع شده‌است. پوکرونیک ۱۱ نفر جمعیت دارد.